# Popricani
Popricani è un comune della Romania di 7 566 abitanti, ubicato nel distretto di Iași, nella regione storica della Moldavia.
Il comune è formato dall'unione di 9 villaggi: Cârlig, Cotu Morii, Cuza Vodă, Moimești, Popricani, Rediu Mitropoliei, Țipilești, Vânători, Vulturi.
Popricani fa parte della Zona Metropolitana di Iași.